# Štola
Štola (grč. στολή, stolē – ruho) je jednobojno liturgijsko ruho koje simbolizira svećeničku vlast.
Sastoji se obojene tkanine, obično od svile, u obliku vrpce čiji krajevi mogu biti ravni ili se mogu proširiti. Središte štole nosi se oko stražnjeg dijela vrata, a krajevi sprijeda vise usporedno jedan s drugim ili u obliku X-a, pričvršćeni ili opušteni.
Štola je gotovo uvijek ukrašena na neki način, obično s dvama križevima ili s nekim drugim vjerskim motivom. Komad bijelog lana ili čipke može se ušiti na stražnju stranu ovratnika kao štitnik od znojenja.